# Wyspa Vansittart (Tasmania)
Wyspa Vansittart, znana także jako Gun Carriage Island – granitowa wyspa o powierzchni 800 hektarów, w południowo-wschodniej Australii. Jest częścią położonej w Tasmanii Grupy Wysp Vansittart, leżącej we wschodniej Cieśninie Bassa pomiędzy Wyspą Flindersa a wyspą Cape Barren w grupie wysp Furneaux. Część terenów wyspy jest w prywatnych rękach, część jest dzierżawiona pod hodowlę bydła.